# 2011 JY31
2011 JY31 est un objet transneptunien double faisant partie des cubewanos découvert en cherchant une cible potentielle pour la sonde New Horizons.

## Caractéristiques
2011 JY31 est un corps double avec un diamètre de 79 km, il a un satellite de taille quasiment identique. Les deux objets orbitent à 198,6 ± 2,9 km l'un de l'autre en 40 heures,.